# محوطه کلک اسد مراد
محوطه کلک اسد مراد مربوط به دوره نوسنگی است و در شهرستان پل‌دختر، بخش مرکزی، دهستان جایدر، ۱/۵ کیلومتری جنوب روستای میدان بزرگ واقع شده و این اثر در تاریخ ۲۸ اسفند ۱۳۸۵ با شمارهٔ ثبت ۱۸۴۶۸ به‌عنوان یکی از آثار ملی ایران به ثبت رسیده است.